# Lahore (quận)
Quận Lahore là một quận thuộc tỉnh Punjab, Pakistan. Quận có diện tích 1.772  km², dân số năm 1996 là 6.318.745 người với mật độ 3.566 người/ km². Thủ phủ là thành phố Lahore.